# Rohr im Burgenland
Rohr im Burgenland ist eine Gemeinde mit 362 Einwohnern (Stand 1. Jänner 2024) im Burgenland im Bezirk Güssing in Österreich. Der ungarische Ortsname der Gemeinde ist Nád.

## Geografie

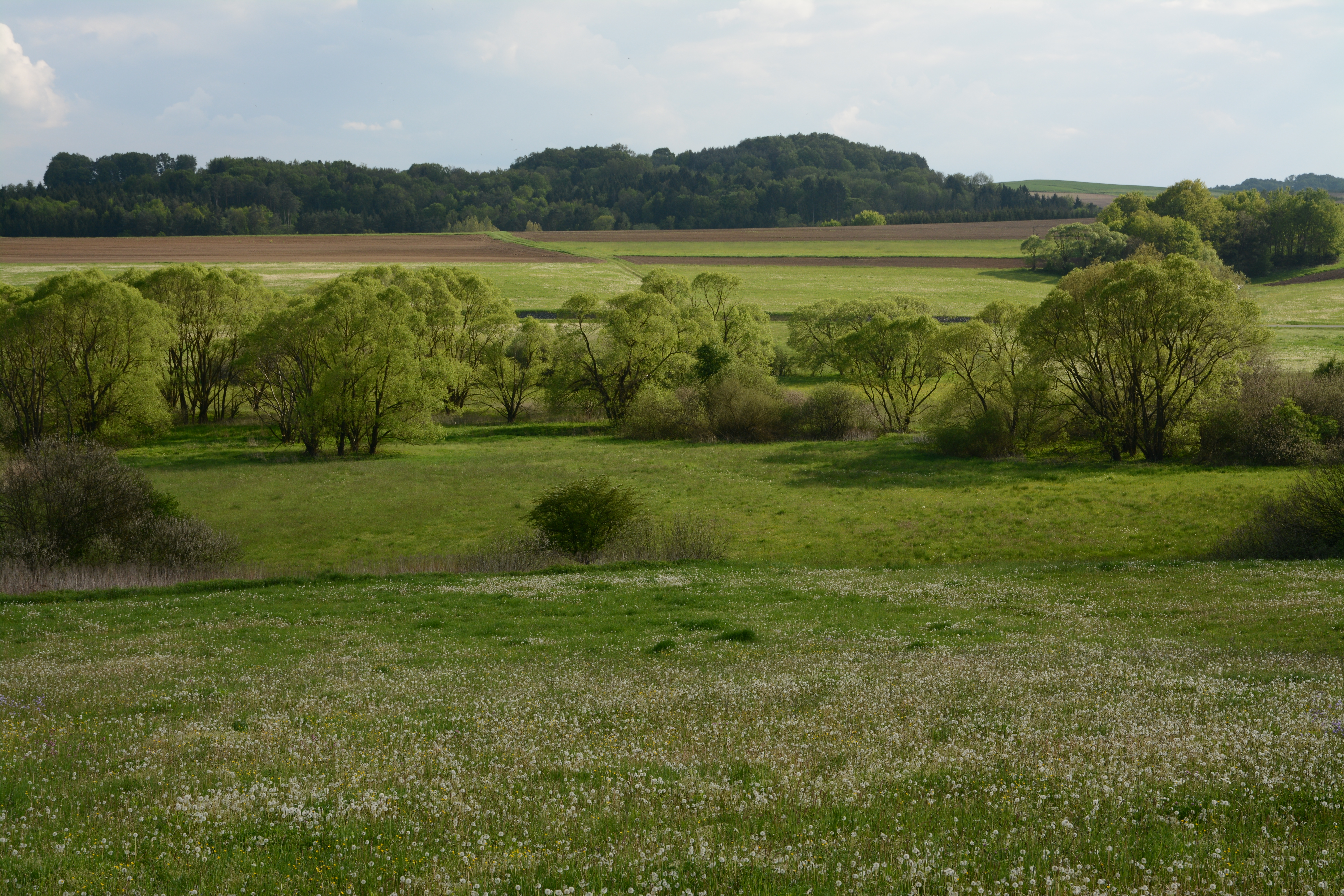
Flachmoor am Zickenbach

Die Gemeinde liegt im Südburgenland, das wichtigste Gewässer ist der Zickenbach.

### Gliederung
Rohr im Burgenland ist die einzige Ortschaft in der Gemeinde.

### Nachbargemeinden
| Burgauberg-Neudauberg    | Stegersbach                                 | Bocksdorf |
| Deutsch Kaltenbrunn (JE) | Kompassrose, die auf Nachbargemeinden zeigt | Heugraben |
|                          | Kukmirn                                     |           |

## Geschichte
Die erste urkundliche Erwähnung erfolgte im Jahr 1346 als Rhoor. Der Name leitet sich vermutlich vom Schilfrohr ab, das entlang des Zickenbaches wächst. Zur Zeit der römischen Besatzung führte eine Straße von Szombathely in die Gegend von Leibnitz durch den Ort. Später wurde das Gebiet von Kastellanen des ungarischen Königs von Güssing aus verwaltet. Im Jahr 1524 schenkt der ungarische König dem Obermundschenk Franz von Batthyany die Herrschaft Güssing, bis 1848 ist Rohr damit im Besitz der Batthyanys.
Der Ort gehörte wie das gesamte Burgenland bis 1920/21 zu Ungarn (Deutsch-Westungarn). Seit 1898 musste aufgrund der Magyarisierungspolitik der Regierung in Budapest der ungarische Ortsname Nád verwendet werden.
Nach Ende des Ersten Weltkriegs wurde nach zähen Verhandlungen Deutsch-Westungarn in den Verträgen von St. Germain und Trianon 1919 Österreich zugesprochen. Der Ort gehört seit 1921 zum neu gegründeten Bundesland Burgenland (siehe auch Geschichte des Burgenlandes).
Am 1. Jänner 1971 wurden die zuvor selbständigen Gemeinden Bocksdorf, Heugraben und Rohr im Burgenland gemäß Gemeindestrukturverbesserungsgesetz vom 1. September 1970 zur neuen Gemeinde Bocksdorf zusammengeschlossen. Per Verordnung der Burgenländischen Landesregierung vom 27. November 1991 wurde die Gemeinde Bocksdorf mit Wirksamkeit vom 1. Jänner 1992 wieder in die drei Gemeinden Bocksdorf, Heugraben und Rohr im Burgenland getrennt.
Im Oktober 2020 sprachen sich knapp 60 Prozent der Wähler für die Einführung von Straßen- beziehungsweise Gassennamen aus.

## Kultur und Sehenswürdigkeiten

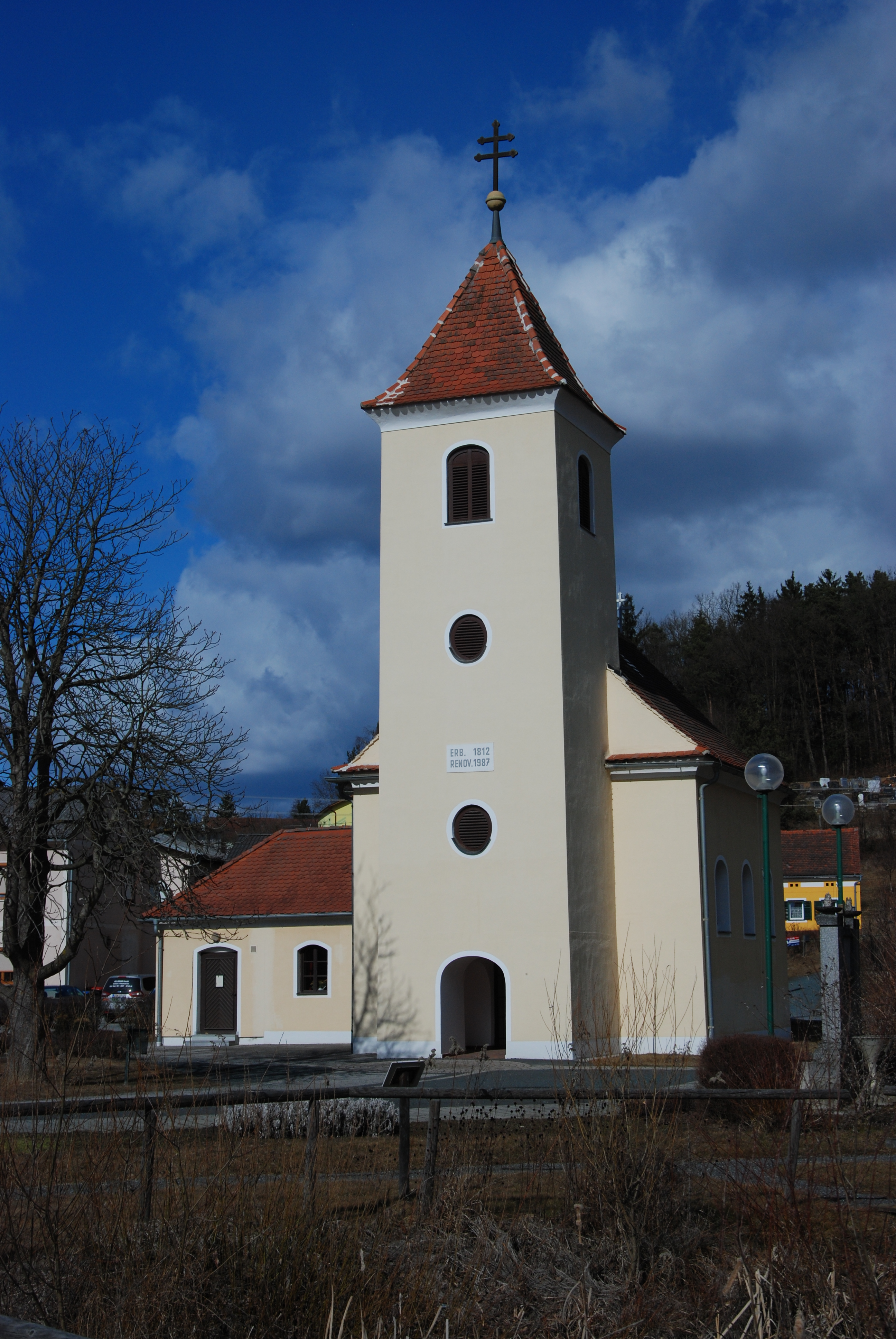
Filialkirche Rohr

- In Rohr befindet sich das größte Niedermoor Österreichs. Das Moor wird vom Zickenbach mit Wasser gespeist.[6]

## Politik

### Gemeinderat
Der Gemeinderat umfasst aufgrund der Anzahl der Wahlberechtigten insgesamt 11 Mitglieder.
| Partei          | 2022             | 2022             | 2022             | 2017             | 2017             | 2017             | 2012             | 2012             | 2012             | 2007             | 2007             | 2007             | 2002             | 2002             | 2002             | 1997             | 1997             | 1997             |
| Partei          | Sti.             | %                | M.               | Sti.             | %                | M.               | Sti.             | %                | M.               | Sti.             | %                | M.               | Sti.             | %                | M.               | Sti.             | %                | M.               |
| --------------- | ---------------- | ---------------- | ---------------- | ---------------- | ---------------- | ---------------- | ---------------- | ---------------- | ---------------- | ---------------- | ---------------- | ---------------- | ---------------- | ---------------- | ---------------- | ---------------- | ---------------- | ---------------- |
| Liste Rohr      | 186              | 53,30            | 6                | 241              | 66,4             | 8                | 212              | 64,6             | 7                | 212              | 67,1             | 8                | 246              | 78,6             | 9                | 223              | 71,2             | 8                |
| SPÖ             | 160              | 45,85            | 5                | 106              | 29,2             | 3                | 116              | 35,4             | 4                | 104              | 32,9             | 3                | 67               | 21,4             | 2                | 90               | 28,7             | 3                |
| KLART           | 3                | 0,86             | 0                | nicht kandidiert | nicht kandidiert | nicht kandidiert | nicht kandidiert | nicht kandidiert | nicht kandidiert | nicht kandidiert | nicht kandidiert | nicht kandidiert | nicht kandidiert | nicht kandidiert | nicht kandidiert | nicht kandidiert | nicht kandidiert | nicht kandidiert |
| FPÖ             | nicht kandidiert | nicht kandidiert | nicht kandidiert | 16               | 4,4              | 0                | nicht kandidiert | nicht kandidiert | nicht kandidiert | nicht kandidiert | nicht kandidiert | nicht kandidiert | nicht kandidiert | nicht kandidiert | nicht kandidiert | nicht kandidiert | nicht kandidiert | nicht kandidiert |
| Wahlberechtigte | 401              | 401              | 401              | 404              | 404              | 404              | 366              | 366              | 366              | 358              | 358              | 358              | 346              | 346              | 346              | 337              | 337              | 337              |
| Wahlbeteiligung | 91,8 %           | 91,8 %           | 91,8 %           | 92,8 %           | 92,8 %           | 92,8 %           | 93,7 %           | 93,7 %           | 93,7 %           | 91,3 %           | 91,3 %           | 91,3 %           | 94,2 %           | 94,2 %           | 94,2 %           | 94,4 %           | 94,4 %           | 94,4 %           |

### Bürgermeister
Bürgermeister ist Gernot Kremsner (Liste Rohr).
Seit der Gemeinderatswahl 1992 dominiert die Liste Rohr das politische Geschehen in der Gemeinde und stellte mit Hermann Ofner auch den Bürgermeister. Auch wenn sie von der ÖVP immer wieder für sich reklamiert wird, versteht sich die Liste als unabhängig, wie Ofner stets betont: „Da waren Erzrote und Dunkelschwarze dabei“. Im Oktober 2016 legte Ofner sein Amt zurück. In der Gemeinderatssitzung am 28. Oktober 2016 wurde Kremsner zu dessen Nachfolger gewählt. Bei der Bürgermeisterdirektwahl am 1. Oktober 2017 musste sich Kremsner dann den Wählern stellen und erreichte mit 83,7 % eine hohe Zustimmung. Dabei hatte er diesmal mit Harald Steiner (SPÖ) einen Mitbewerber, der es auf 16,3 % brachte.
Als Folge der Zugewinne der Liste Rohr bei der Gemeinderatswahl durfte diese nach der Wahl 2017 auch den Vizebürgermeister stellen. Der Gemeinderat sprach sich dabei für Gabriele Hirschböck aus, die damit die Nachfolge von Bettina Erkinger (SPÖ) antrat. Kremsner und Hirschböck bildeten mit dem Gemeindevorstandsmitglied Kevin Friedl (SPÖ) den Gemeindevorstand.
Im Zuge der Bürgermeister- und Gemeinderatswahl 2022 trat für die SPÖ Kevin Friedl als Spitzenkandidat an und errang bei der Bürgermeisterdirektwahl 42,8 %; im Gemeinderat verbuchte die SPÖ Zugewinne und kletterte auf 45,8 %. In weiterer Folge wurde Kevin Friedl (SPÖ) zum neuen Vizebürgermeister gewählt.
Leiterin des Gemeindeamts ist Ute Gurdet.